# Mistrzostwa Polski w Łyżwiarstwie Szybkim na Dystansach 2009
23. Mistrzostwa Polski w Łyżwiarstwie Szybkim na Dystansach 2009 odbyły się w dniach 28-30 listopada roku 2008 na torze Stegny w Warszawie.
Na dystansie 500 metrów rozgrywane są dwa biegi i dopiero suma czasów z obu biegów decyduje o kolejności zawodników.

## Kobiety
| Konkurencja:     | 1. miejsce                                                            | Rezultat | 2. miejsce                                                    | Rezultat | 3. miejsce                                                                    | Rezultat |
| 500 m            | Katarzyna Wójcicka LKS Poroniec Poronin                               | 85,74    | Katarzyna Woźniak WTŁ Stegny Warszawa                         | 87,24    | Natalia Czerwonka MKS Cuprum Lubin                                            | 87,28    |
| 1000 m           | Katarzyna Wójcicka LKS Poroniec Poronin                               | 1:21,96  | Luiza Złotkowska AZS Zakopane                                 | 1:25,09  | Katarzyna Woźniak WTŁ Stegny Warszawa                                         | 1:25,18  |
| 1500 m           | Katarzyna Wójcicka LKS Poroniec Poronin                               | 2:06,37  | Luiza Złotkowska AZS Zakopane                                 | 2:11,15  | Katarzyna Woźniak WTŁ Stegny Warszawa                                         | 2:12,38  |
| 3000 m           | Katarzyna Wójcicka LKS Poroniec Poronin                               | 4:29,45  | Luiza Złotkowska AZS Zakopane                                 | 4:37,64  | Katarzyna Woźniak WTŁ Stegny Warszawa                                         | 4:40,81  |
| 5000 m           | Katarzyna Wójcicka LKS Poroniec Poronin                               | 7:47,63  | Luiza Złotkowska AZS Zakopane                                 | 8:00,70  | Katarzyna Woźniak WTŁ Stegny Warszawa                                         | 8:13,99  |
| wyścig drużynowy | WTŁ Stegny Warszawa Aleksandra Goss, Katarzyna Woźniak, Kinga Woźniak | 3:29,70  | AZS Zakopane Hanna Cudzich, Luiza Złotkowska, Magdalena Koźma | 3:34,78  | Pilica Tomaszów Mazowiecki Agata Jabłońska, Aleksandra Dębowska, Kamila Danaj | 3:35,76  |

### mężczyźni
| Konkurencja:     | 1. miejsce                                                                    | Rezultat | 2. miejsce                                                 | Rezultat | 3. miejsce                                                     | Rezultat |
| 500 m'           | Artur Waś Marymont Warszawa                                                   | 74,41    | Konrad Niedźwiedzki AZS Zakopane                           | 74,75    | Daniel Gwadera Marymont Warszawa                               | 75,59    |
| 1000 m           | Artur Waś Marymont Warszawa                                                   | 1:13,65  | Konrad Niedźwiedzki AZS Zakopane                           | 1:14,62  | Zbigniew Bródka AZS Opole                                      | 1:15,71  |
| 1500 m           | Konrad Niedźwiedzki AZS Zakopane                                              | 1:55,42  | Piotr Puszkarski Marymont Warszawa                         | 1:57,46  | Sławomir Chmura MKS MOS Pruszków                               | 1:58,09  |
| 5000 m           | Sławomir Chmura MKS MOS Pruszków                                              | 6:50,39  | Konrad Niedźwiedzki AZS Zakopane                           | 7:04,86  | Witold Mazur SKŁ Górnik Sanok                                  | 7:05,10  |
| 10 000 m         | Sebastian Chmura MKS MOS Pruszków                                             | 14:09,75 | Witold Mazur SKŁ Górnik Sanok                              | 14:39,07 | Sebastian Druszkiewicz AZS Zakopane                            | 14:44,25 |
| wyścig drużynowy | AZS AWF Zakopane Dariusz Stanuch, Konrad Niedźwiedzki, Sebastian Drużnikowski | 4:07,54  | SKŁ Górnik Sanok Maciej Biega, Robert Kustra, Witold Mazur | 4:11,53  | Marymont Warszawa Artur Nogal, Jan Szymański, Piotr Puszkarski | 4:13,00  |